# BNC连接器

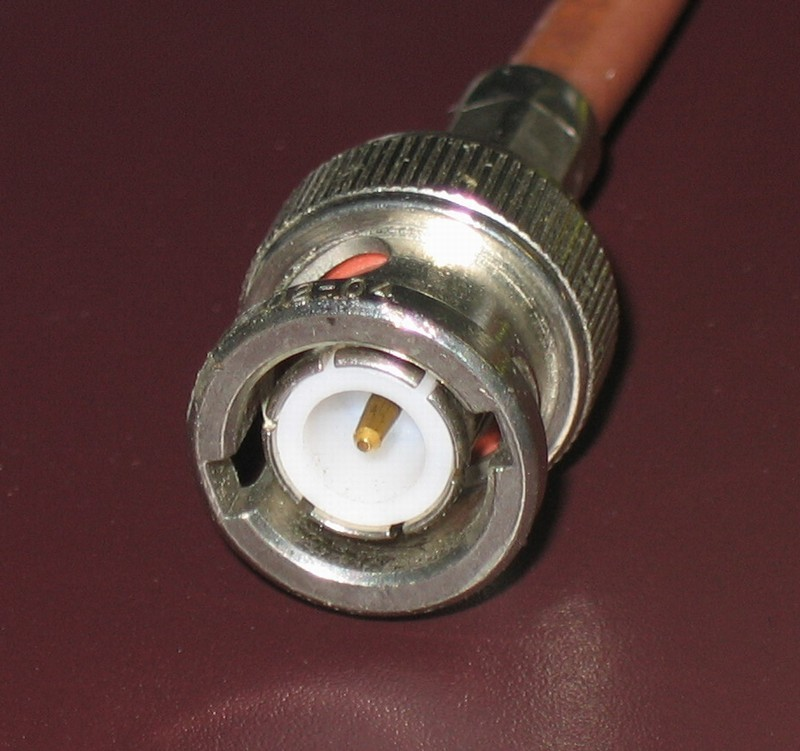
50欧姆BNC连接器公头

连接器（英語：Bayonet Neill-Concelman，直译为“尼尔-康塞曼卡口”）是一种很常见的RF端子同轴电缆终结器。

## 历史
BNC连接器由其锁定方式和其发明者保罗·尼尔和卡尔·康塞曼得名。尼尔在贝尔实验室发明了N端子；康塞曼在安费诺公司发明了C端子。

## 使用

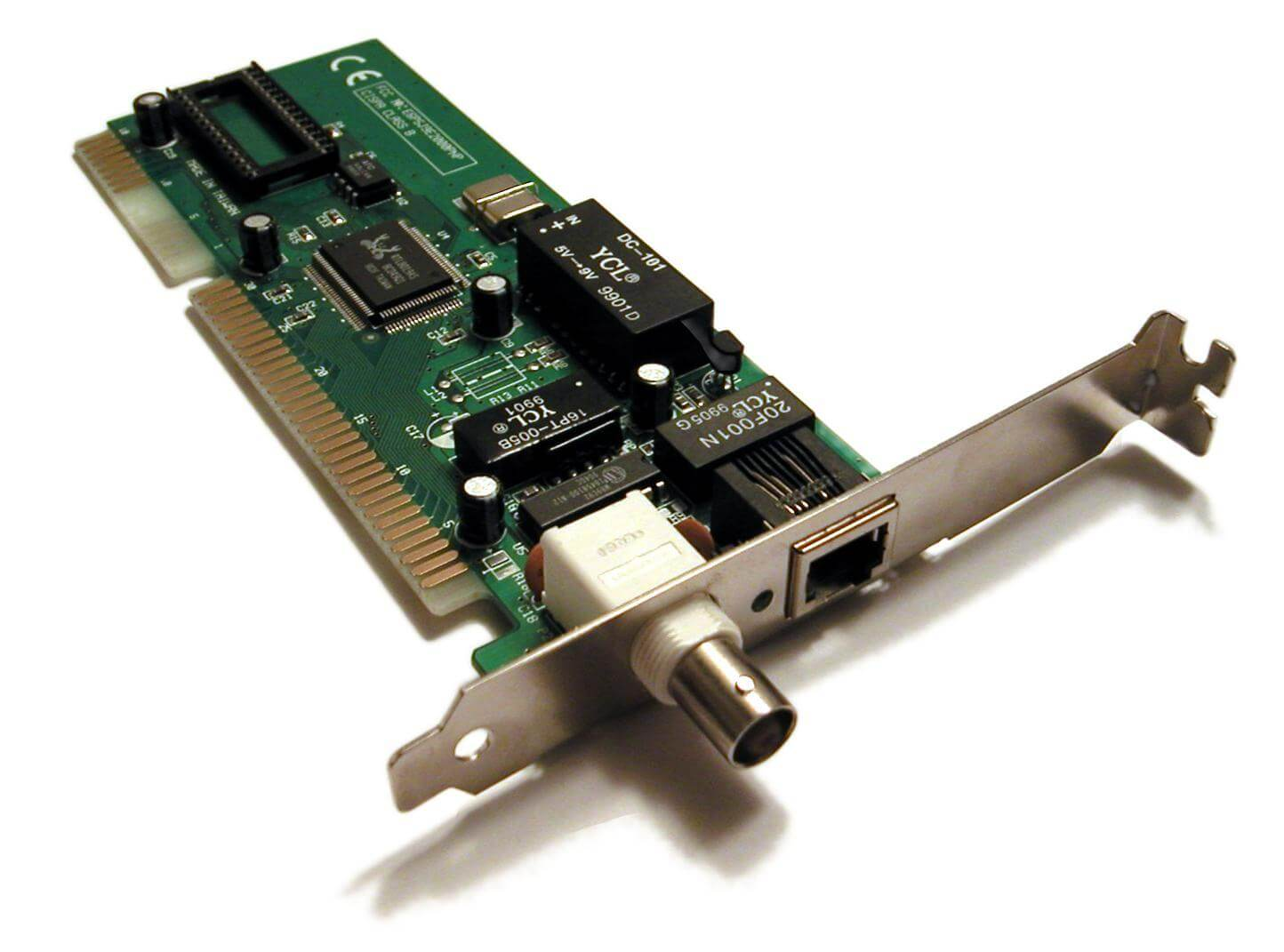
1990年代的以太网网卡左为BNC连接器,右为RJ-45。

BNC连接器用于射频信号的传输，包含模拟或数字视频信号的传输、业余无线电设备天线的连接、航空电子设备和其他的一些电子测试设备的连接。在消费电子领域，用于视频信号传输的BNC连接器已為RCA端子取代，通过简单的转接器，RCA端子就可以在只具备BNC连接器的设备上使用。BNC端子曾經广泛用于10base2以太网, 由于同轴电缆為双绞线取代，目前很难看到有BNC端子的网卡。一些ARCNET网络使BNC端子终结的同轴电缆。

## 规格

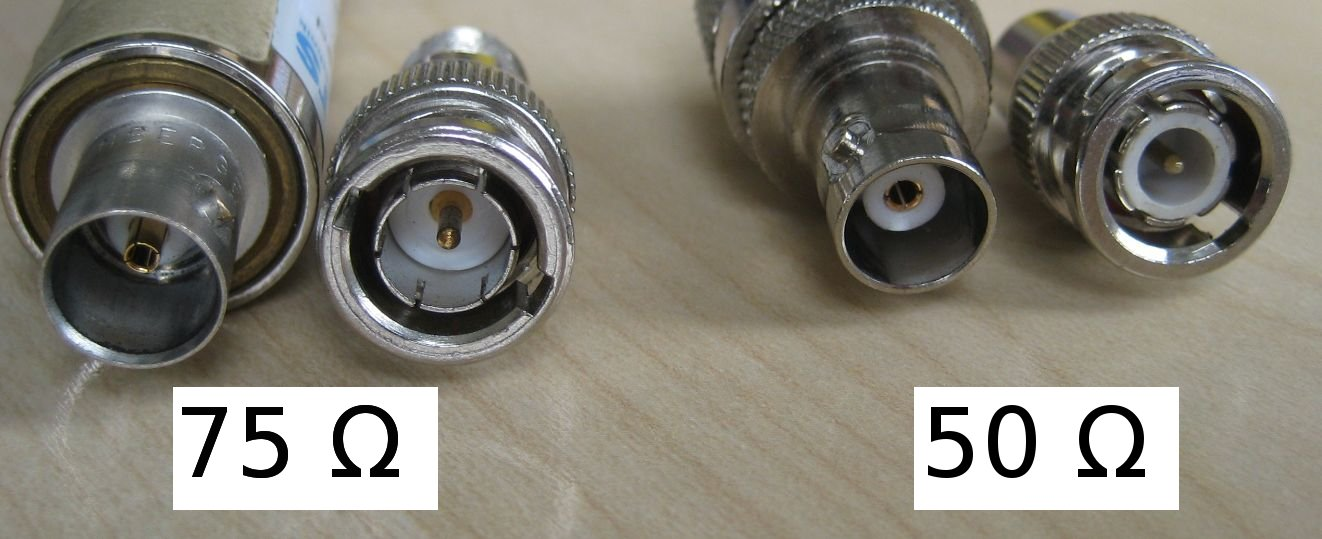
BNC 连接器，左起 75 Ω 母頭，75 Ω 公頭，50 Ω 母頭，50 Ω 公頭

BNC连接器有50欧姆和75欧姆两个版本。50欧姆连接器和其他阻抗电缆连接时，传输出错的可能性较小。不同版本的连接器互相兼容，但如电缆阻抗不同，信号可能出现反射。通常BNC连接器可以使用在4GHz或2GHz。
75欧姆连接器用于视频和DS3到電話公司中心局的连接，而50欧姆连接器用于数据和射频传输。错误接在75欧姆插座上的50欧姆插头可能会损害插座。甚高频应用中使用75欧姆连接器。50欧姆版本被标准化为IEC 61169-8，75欧姆版本则标准化为IEC 61169-63。

## 相似的连接器
BNC连接器和B端子和C端子十分相似。
一种带螺纹的连接器TNC(Threaded Neill-Concelman)和BNC相比在微波波段有更好的性能。

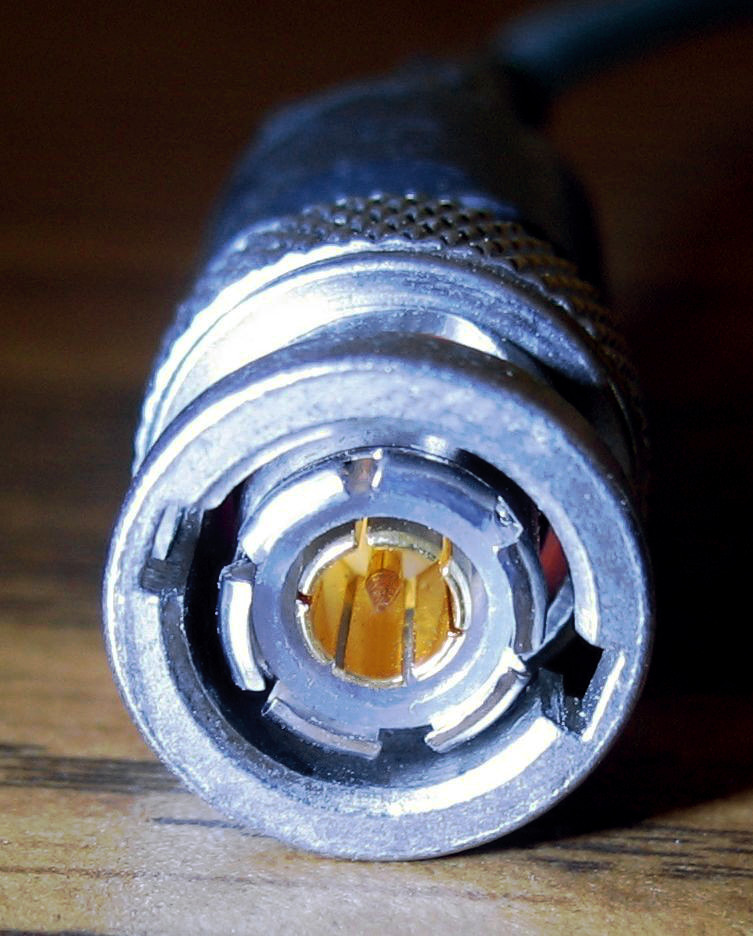
三轴BNC连接器

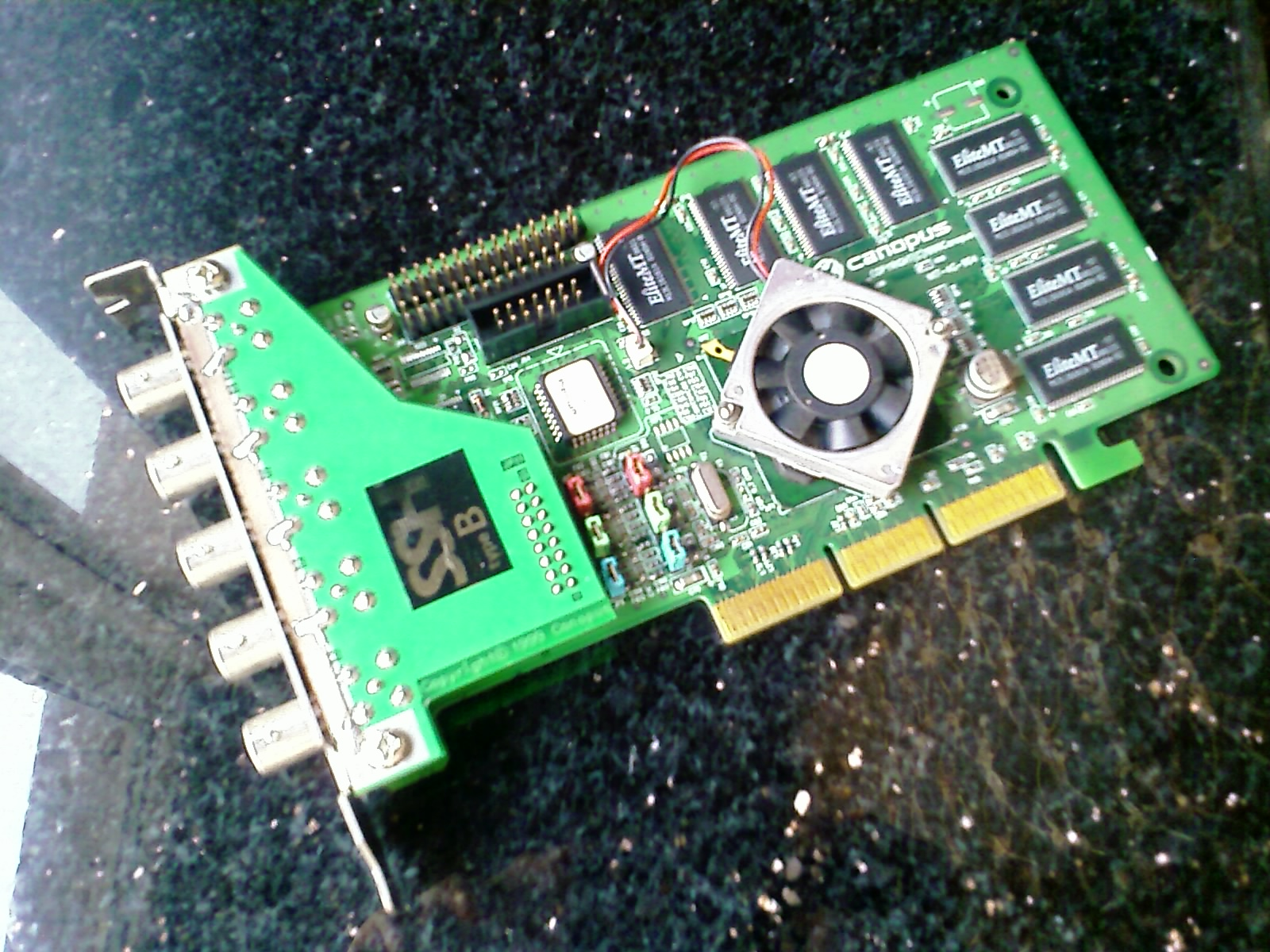
康能普視推出的採用BNC接頭的顯示卡

BNC连接器通常用于NIM中，但已被更小的LEMO 00所取代。
在高电压情况下，更常见MHV连接器和SHV连接器。MHV连接器可以被强行接驳BNC连接器。SHV就是因此发展的更安全的连接器，它不可以和普通的BNC连接器相连。
在原苏联地区，BNC连接器被复制为SR- 50（俄語：СР- 50）和SR - 75（СР- 75）连接器。由于从英制转换到公制，这些连接器和BNC有所不同，但可以强行接驳。
双插头BNC（也称为双轴BNC）连接使用与BNC相同的刺刀锁定外壳，但包含两个独立的接触点（一对插头插座），允许连接78欧姆或95欧姆的差分对，如RG - 108A。它们能够运行在100GHz和100V。双BNC连接器不兼容普通BNC接头。
三轴BNC（也称为TRB）同时接驳信号、屏蔽层和接地。用在敏感的电子测量系统，与BNC普通连接器不能直接使用，但是可以通过转接器连接到一般BNC连接器

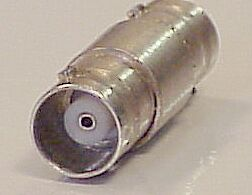
BNC母头
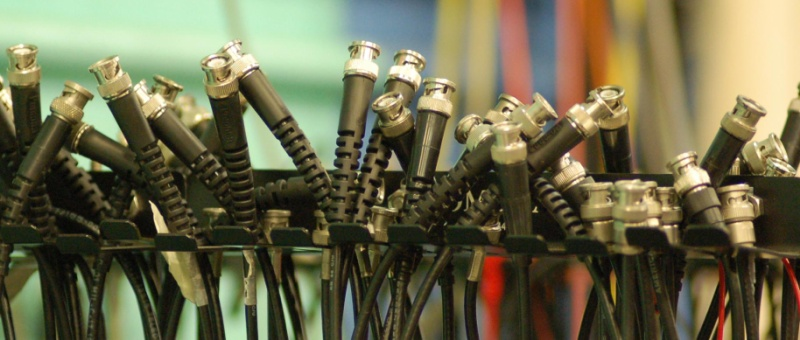
带线缆的BNC连接器
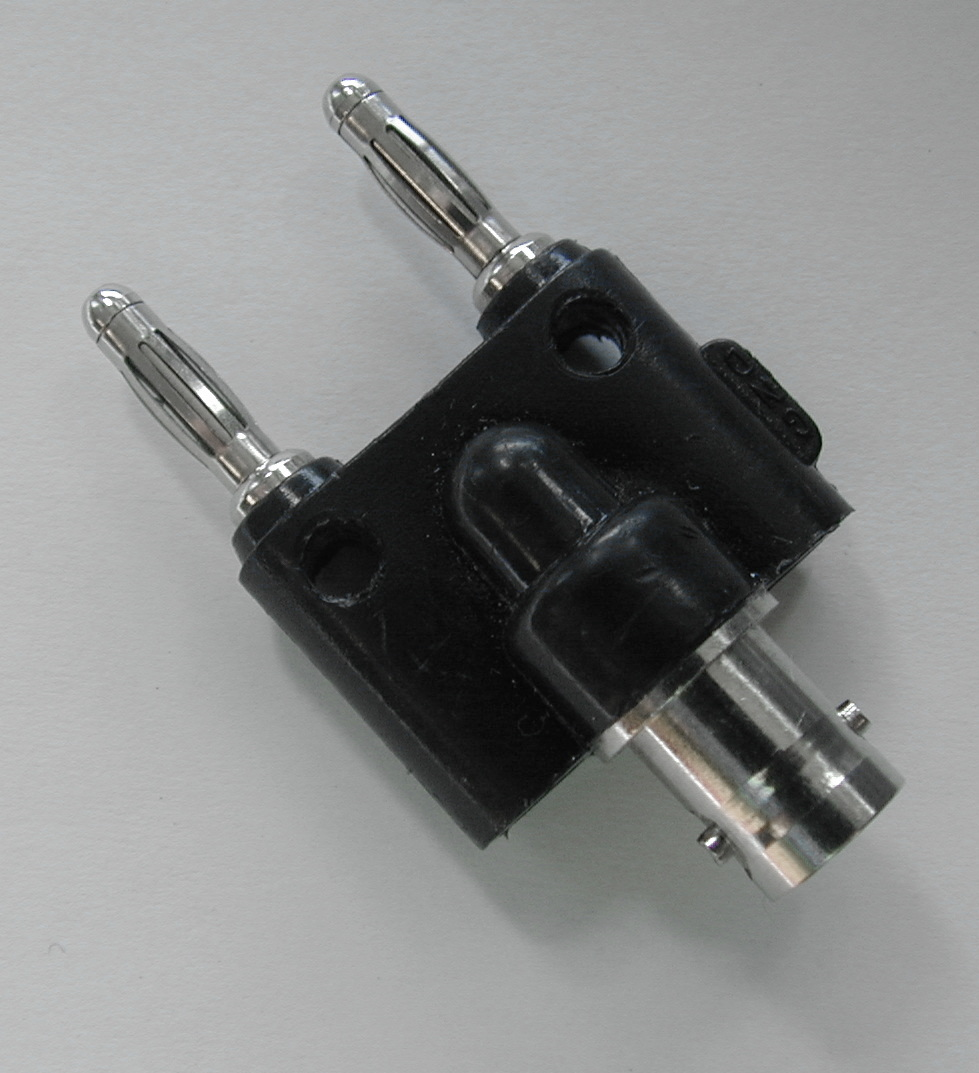
BNC连接器到香蕉插头的转接器
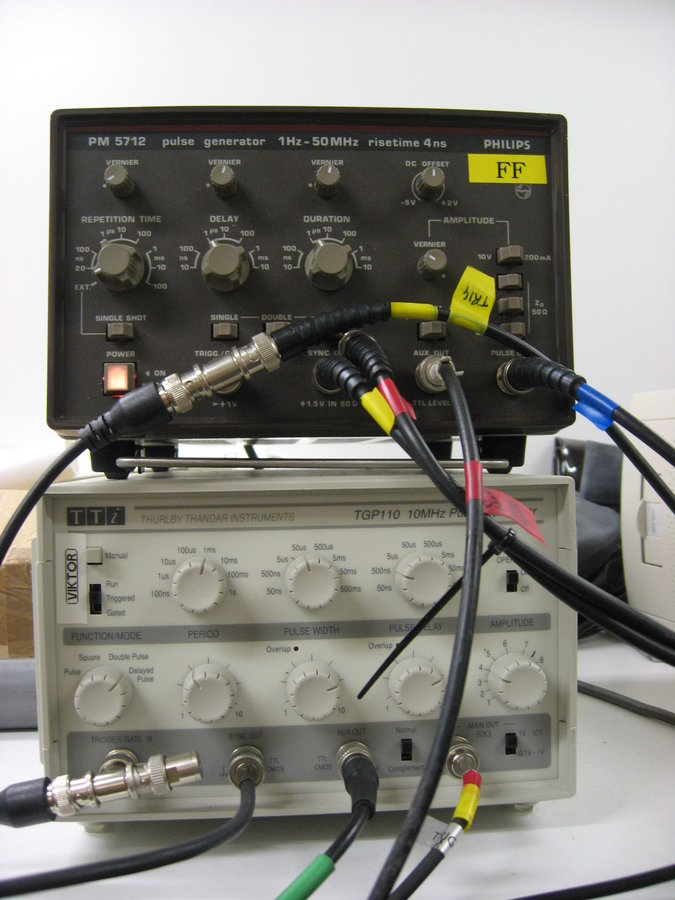
脉冲发生器和BNC电缆
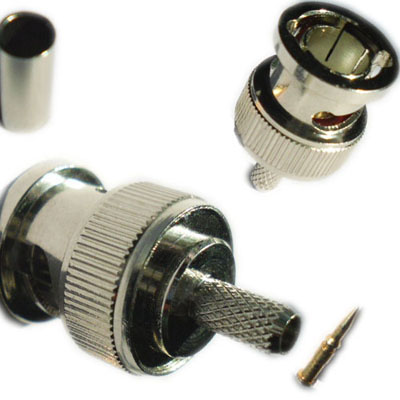
75欧姆BNC公头